# Marek Kulczycki
Marek Waldemar Kulczycki (ur. 27 listopada 1948 w Lublinie) – polski ekonomista, nauczyciel akademicki, urzędnik państwowy, i menedżer, podsekretarz stanu w Ministerstwie Przemysłu i Handlu (1991).

## Życiorys
Należał do Związku Młodzieży Socjalistycznej oraz Polskiej Zjednoczonej Partii Robotniczej. Absolwent Wydziału Handlu Zagranicznego Szkoły Głównej Planowania i Statystyki (1971). Doktor nauk ekonomicznych (1976). W latach 1971–1980 pracownik naukowo-dydaktyczny SGPiS. W 1980 wyjechał do Wiednia, by pracować w UNIDO, gdzie pozostał do 1986. Następnie był dyrektorem departamentu w Ministerstwie Handlu Zagranicznego (1987–1991). Zajmował się współpracą gospodarczą Polski z krajami OECD i organizacjami gospodarczymi. W 1991 roku mianowany podsekretarzem stanu w Ministerstwie Przemysłu i Handlu.
W maju 1992 rozpoczął pracę w Polsko-Amerykańskim Funduszu Przedsiębiorczości, gdzie kierował programem pożyczek dla małych i średnich przedsiębiorstw. Od 1995 prezes zarządu Pierwszego Polsko-Amerykańskiego Banku i Fortis Bank Polska S.A. W latach 2002–2009 prezes zarządu Deutsche Bank PBC S.A. Od 2010–2014 członek rady nadzorczej tego banku.
Od 2011 adiunkt w Akademii Finansów i Biznesu Vistula oraz kolejno: dyrektor Instytutu Finansów i Rachunkowości, dziekan Wydziału Biznesu, prorektor ds. Współpracy z Biznesem i Relacji Międzynarodowych. W latach 2015–2016 rektor tej uczelni. W latach 2016–2021 prezes zarządu, a od 2021 członek rady nadzorczej Nest Bank S.A.
Autor kilkudziesięciu artykułów naukowych, podręczników oraz książek o tematyce ekonomicznej i finansowej.

## Odznaczenia
- Krzyż Kawalerski Orderu Odrodzenia Polski (2000) za wybitne zasługi w działalności na rzecz rozwoju polskiej gospodarki[5].
- Krzyż Oficerski Orderu Odrodzenia Polski (2005) za wybitne zasługi dla rozwoju przedsiębiorczości[6].